# Lamothe-en-Blaisy
Lamothe-en-Blaisy – miejscowość i dawna gmina we Francji, w regionie Grand Est, w departamencie Górna Marna. W 2013 roku populacja gminy wynosiła 74 mieszkańców. 
1 stycznia 2017 roku połączono dwie wcześniejsze gminy: Colombey-les-Deux-Églises oraz Lamothe-en-Blaisy. Siedzibą nowej gminy została miejscowość Colombey-les-Deux-Églises, a gmina przyjęła jej nazwę. 